# Беленькая, Майя Петровна
Майя Петровна Беленькая (род. 1 мая 1931, Ленинград) — советская фигуристка, выступавшая в одиночном и парном катании. В паре с Игорем Москвиным — двукратная чемпионка СССР в парном катании. Мастер спорта СССР. Тренер по фигурному катанию.

## Спортивная карьера
Фигурным катанием начала заниматься с 12 лет в секции Дворца пионеров им. А. А. Жданова. Выступала одновременно как в одиночном, так и в парном катании с Игорем Москвиным. В паре с ним Майя Петровна является победителем чемпионата СССР по фигурному катанию (1952,1953), трёхкратным серебряным призёром (1950,1955,1956) и бронзовым призёром 1954. М. П. Беленькая — первая фигуристка в СССР, которая вместе с И.Москвиным и спортивной парой Л.Герасимова-Ю.Киселёв приняла участие в чемпионате Европы 1956 года в соревнованиях спортивных пар.
После окончания спортивных выступлений ушла на тренерскую работу. Среди её учеников:
- Алексей Мишин — серебряный призёр чемпионата мира 1969, серебряный призёр чемпионата Европы 1968, чемпион СССР 1969. Заслуженный тренер России.
- Людмила Смирнова / Андрей Сурайкин — серебряные призёры зимней Олимпиады 1972 года в Саппоро, трёхкратные серебряные призёры чемпионатов мира, трёхкратные серебряные призёры чемпионатов Европы. Заслуженные мастера спорта СССР.

В настоящее время[когда?] помогает своей ученице Жанне Воробьевой и является главным консультантом и куратором школы фигурного катания «Ледяная фабрика» на катке ТЦ «ОN».

## Спортивные достижения
(в парном катании)
| Соревнования      | 1950 | 1952 | 1953 | 1954 | 1955 | 1956 |
| ----------------- | ---- | ---- | ---- | ---- | ---- | ---- |
| Чемпионаты Европы |      |      |      |      |      | 11   |
| Чемпионаты СССР   | 2    | 1    | 1    | 1    | 2    | 2    |

## Награды
- Медаль "За оборону Ленинграда"